# Siv Karlström

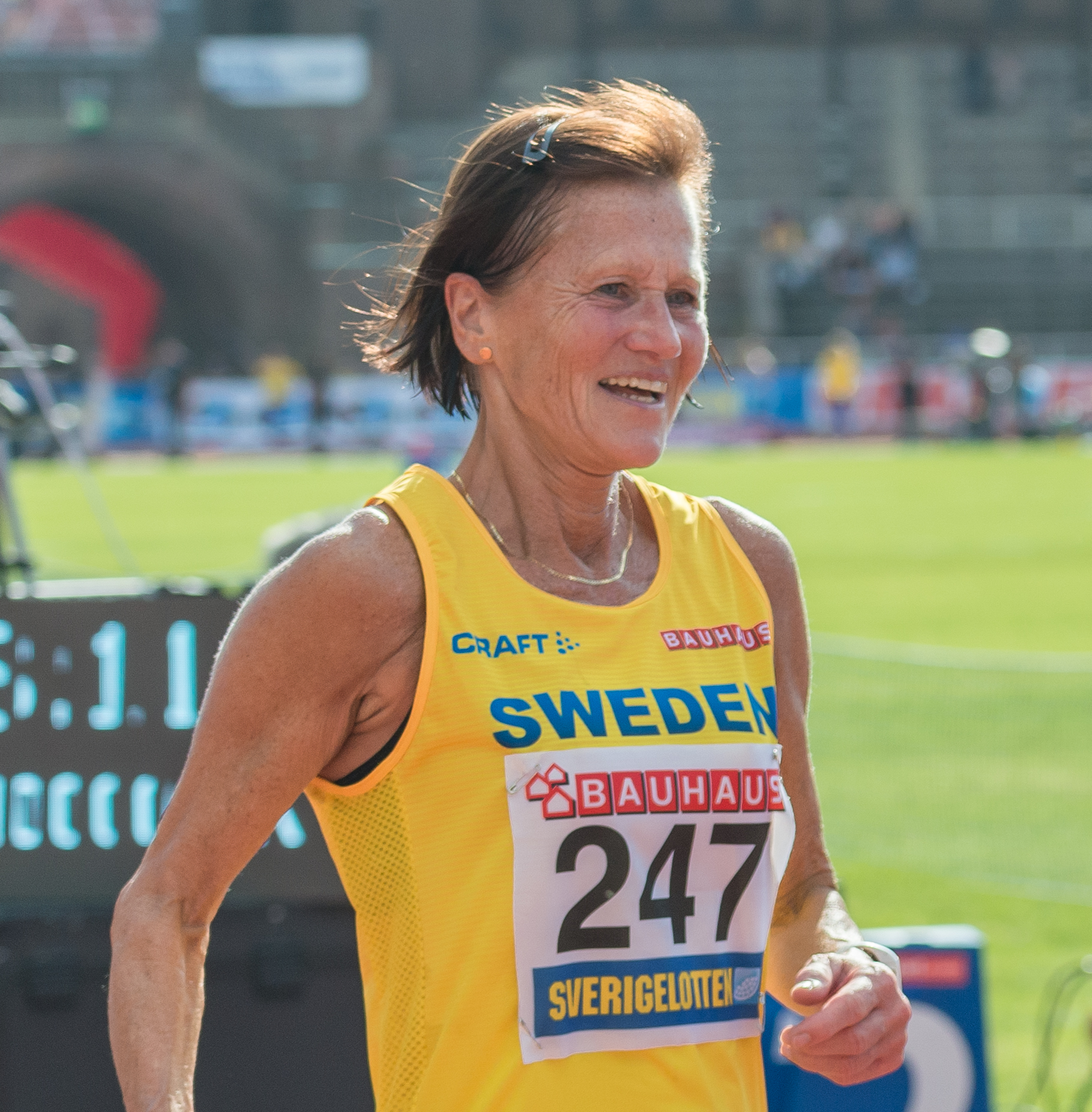
Siv Karlström 2019 bei einem Länderkampf gegen Finnland.

Siv Karlström oder Siw Karlström (* 9. Juli 1957) ist eine schwedische Leichtathletin. Als Geherin gewann sie eine Bronzemedaille bei Europameisterschaften und war später im Seniorenbereich erfolgreich.

## Name
Sie wurde als Siv Gustavsson geboren und trat unter diesem Namen bis 1983 an. Ab 1984 startete sie nach ihrer Heirat mit dem mexikanischen Geher Enrique Vera Ybañez als Siv Vera-Ybañez. Nach ihrer zweiten Heirat heißt sie Siv Karlström. Sie ist die Mutter der Geher Ato Ibáñez (* 1985) und Perseus Karlström (* 1990).

## Sportliche Laufbahn
Siv Gustavsson war schwedische Meisterin im 3000-Meter-Bahngehen 1977 und 1978. Im 5000-Meter-Bahngehen siegte sie 1977, 1981 und 1983, sowie als Siv Vera-Ybañez 2000 und 2004. Im 10-Kilometer-Straßengehen gewann sie die Titel von 1976 bis 1978, sowie 1984, 1995 und 1999. 1996 war sie erste schwedische Meisterin im 20-km-Gehen, 2002, 2007 und 2013 gewann sie nochmals auf dieser Distanz.
Im Gegensatz zu schwedischen Meisterschaften, bei denen Wettbewerbe im Frauengehen schon 1960 ausgetragen wurden, standen diese bei internationalen Meisterschaften erst Mitte der 1980er Jahre auf dem Programm. 1986 bei den Europameisterschaften in Stuttgart wurde erstmals ein Wettbewerb im Frauengehen ausgetragen. Im 10-Km-Gehen siegte die Spanierin Mari Cruz Díaz mit fünf Sekunden Vorsprung vor der Schwedin Ann Jansson, weitere fünf Sekunden zurück erkämpfte Siv Vera-Ybañez die Bronzemedaille.
Nach der Geburt ihrer Söhne nahm Karlström ihren Sport wieder auf. Noch 2019 war sie Zweite der schwedischen Meisterschaften im 3000-Meter-Hallengehen. Neben ihrer eigenen Aktivität war sie auch als Trainerin ihrer Söhne tätig.